# Mark Radcliffe
Mark Radcliffe (né le 7 octobre 1952 à Tulsa, Oklahoma, est un producteur, coproducteur, producteur associé, producteur exécutif et assistant réalisateur américain.

## Biographie
Mark Radcliffe et le producteur Michael Barnathan (en) travaillent à la production de tous les films de Chris Columbus depuis 1990.

## Filmographie

### Comme producteur
- 1994 : Madame Doubtfire de Chris Columbus
- 1995 : Neuf mois aussi de Chris Columbus
- 1996 : La Course au jouet de Brian Levant
- 1998 : Ma meilleure ennemie de Chris Columbus
- 1999 : L'Homme bicentenaire de Chris Columbus
- 2001 : Monkeybone de Henry Selick
- 2004 : Harry Potter et le Prisonnier d'Azkaban de Alfonso Cuarón
- 2004 : Un Noël de folie ! de Joe Roth
- 2005 : Rent de Chris Columbus
- 2009 : I Love You, Beth Cooper de Chris Columbus
- 2010 : Percy Jackson : Le Voleur de foudre de Chris Columbus
- 2011 : La Couleur des sentiments de Tate Taylor
- 2016 : Christ the Lord: Out of Egypt de Cyrus Nowrasteh
- 2020 : Les Chroniques de Noël 2 (The Christmas Chronicles 2) de Chris Columbus

### Comme producteur exécutif
- 1992 : Maman, j'ai encore raté l'avion de Chris Columbus
- 2001 : Harry Potter à l'école des sorciers de Chris Columbus
- 2002 : Harry Potter et la Chambre des secrets de Chris Columbus
- 2005 : Les 4 Fantastiques de Tim Story
- 2006 : La Nuit au musée de Shawn Levy
- 2007 : Les Quatre Fantastiques et le Surfer d'argent de Tim Story
- 2009 : La Nuit au musée 2 de Shawn Levy
- 2017 : Chasseuse de géants (I Kill Giants) d'Anders Walter

### Comme coproducteur et producteur associé
- 1990 : Maman, j'ai raté l'avion de Chris Columbus
- 1991 : Only the Lonely de Chris Columbus

### Comme assistant réalisateur
- 1982 : The Escape Artist de Caleb Deschanel
- 1984 : Rusty James de Francis Ford Coppola
- 1985 : The Legend of Billie Jean de Matthew Robbins
- 1986 : Blue City de Michelle Manning (en)
- 1986 : Peggy Sue s'est mariée de Francis Ford Coppola
- 1987 : Light of Day de Paul Schrader
- 1987 : Un ticket pour deux de John Hughes
- 1988 : La Vie en plus (She's Having a Baby) de John Hughes
- 1988 : Heartbreak Hotel de Chris Columbus
- 1988 : Mystic Pizza de Donald Petrie
- 1989 : Nightbreaker (en) (TV)  de Peter Markle
- 1990 : Ghost de Jerry Zucker
- 1990 : Men at Work de Emilio Estevez
- 1990 : Maman, j'ai raté l'avion de Chris Columbus
- 1991 : Ta mère ou moi (Only the Lonely) de Chris Columbus

### Comme acteur
- 2008 : Strictly Sexual de Joel Viertel